# Атанас Атанасов (партизанин)
Вижте пояснителната страница за други личности с името Атанас Атанасов.
Атанас Великов Атанасов-Божанин (Тачо) е български и югославски партизанин, участник в партизанското движение в Пиринската, Егейската и Вардарската част на Македония.
Става партизанин от януари 1944 г. в ЕЛАС, а след това и в Петричкия партизански отряд „Антон Попов“. От 17 септември до 3 октомври 1944 година е заместник-командир на четиринадесета македонска младежка ударна бригада „Димитър Влахов“. Участва и на трите заседания АСНОМ. След разрива на отношенията между Методи Андонов – Ченто от една страна и пратеника на Тито – Светозар Вукманович – Темпо и Лазар Колишевски от друга се прибира в Петрич и отказва да се присъедини към идеята за присъединяването на Пиринска Македония към Социалистическа република Македония. Канен е от Темпо по заръка на Тито да се премине на тяхна страна, но след отказа му през 1949 година е арестуван от Държавна сигурност в Петрич по обвинение, че като агент на УДБА агитира за присъединяването на Пиринска Македония към Социалистическа република Македония.